# Rotativa

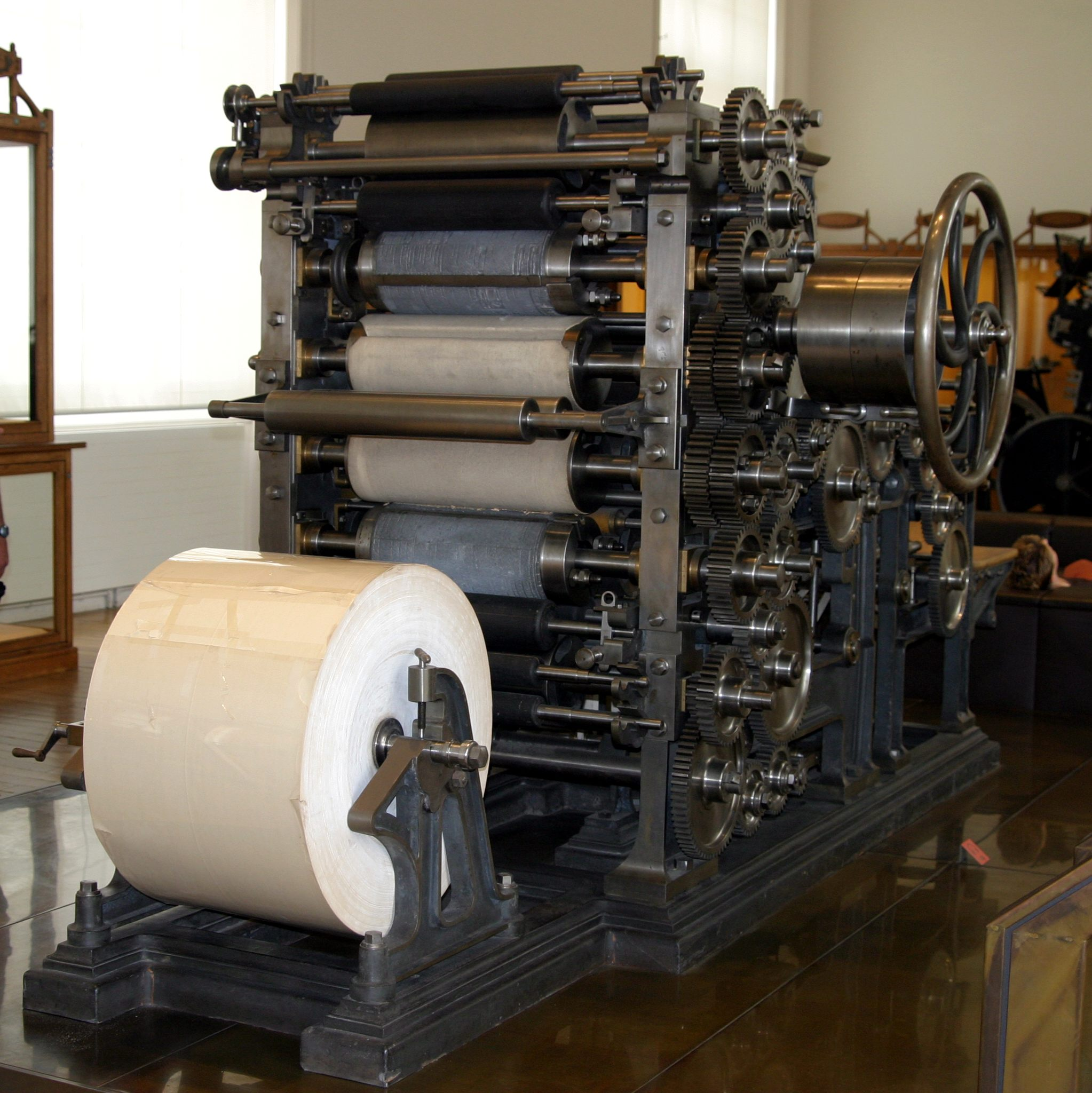
Rotativa Marinoni del 1883

La rotativa è una macchina per la stampa nella quale le immagini da stampare sono incurvate intorno ad un cilindro. La rotativa permette di stampare entrambi i lati di un foglio in un'unica operazione. L'impressione può essere effettuata su diversi tipi di supporti: carta, cartone e plastica, in fogli o su rulli continui.
Il principio della rotativa consiste nella sostituzione della parte piana che esercitava la pressione necessaria per la stampa su carta nella pressa tradizionale con un cilindro, che permette una maggiore pressione. Le presse con cilindri permettevano inoltre l'introduzione della meccanizzazione (inizialmente a vapore e in seguito elettrica) e un movimento a rotazione continuo, con alimentazione a bobina invece che a fogli singoli. 

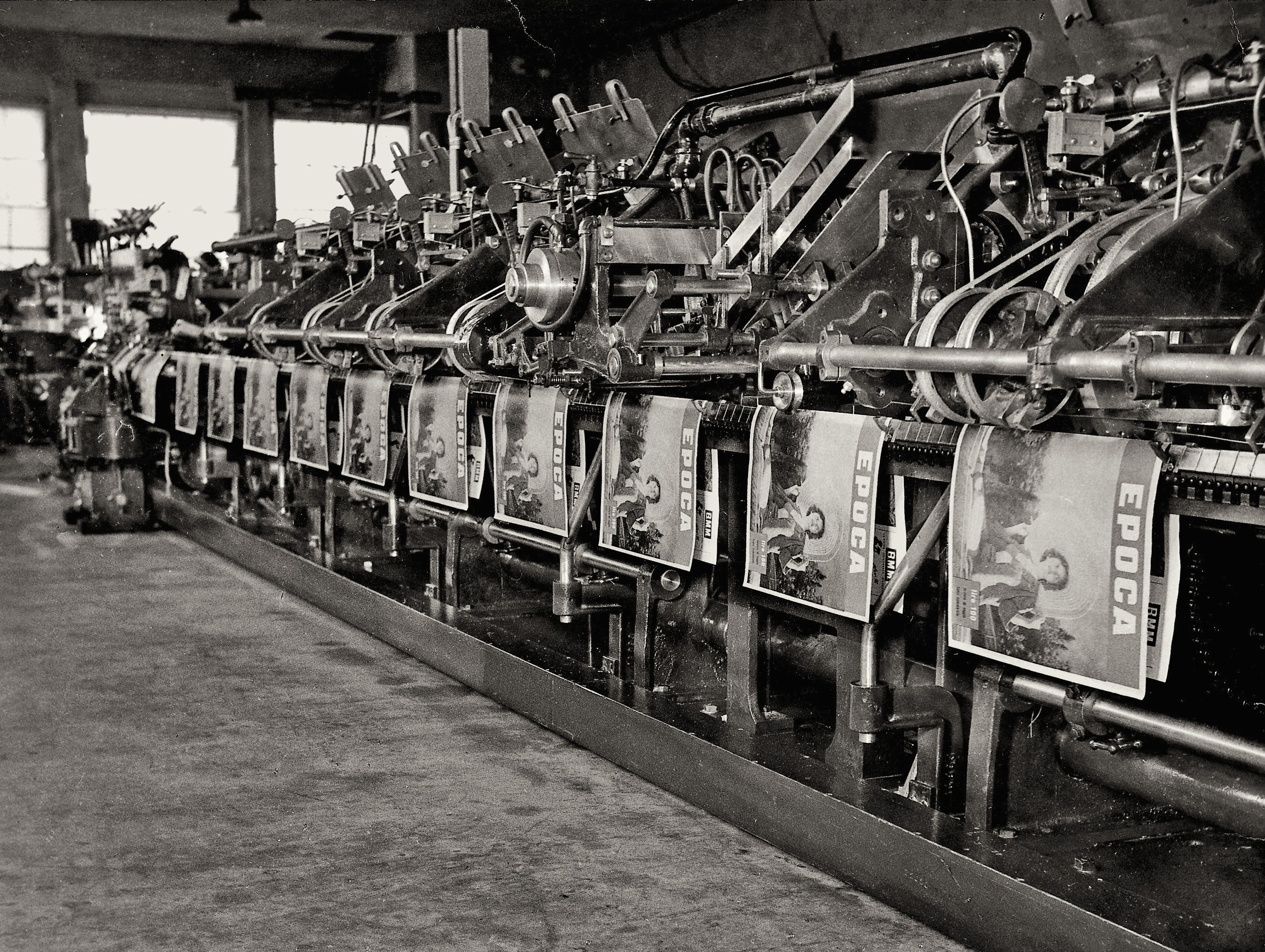
Rotative della rivista di Mondadori Epoca negli anni sessanta

La rotativa fu inventata da Richard March Hoe nel 1843, perfezionata nel 1846 e brevettata nel 1847. La macchina, ancora a caratteri mobili ed alimentata a fogli singoli, fu perfezionata da William Bullock nel 1865, che introdusse l'alimentazione a bobina; altri brevetti relativi alla rotativa si ebbero in Francia nel 1866 e nel 1872 ad opera di Auguste Hippolyte Marinoni .
Oggi esistono tre principali tipi di rotativa: per la stampa offset, per la rotocalcografia e per la flexografia.